# Africada velar surda
A africada velar surda é um tipo de som consonantal, usado em algumas línguas faladas. Os símbolos no Alfabeto Fonético Internacional que representam este som são ⟨k͡x⟩ e ⟨k͜x⟩, e o símbolo X-SAMPA equivalente é k_x. A barra de ligação pode ser omitida, resultando em ⟨kx⟩ no AFI e kx no X-SAMPA.
Algumas línguas têm o africado pré-velar surdo, que é articulado ligeiramente mais frontal em comparação com o local de articulação do africado velar surdo prototípico, embora não tão frontal quanto o africado palatal surdo prototípico - veja aquele artigo para mais informações.
Por outro lado, algumas línguas têm o africado pós-velar surdo, que é articulado ligeiramente atrás do local de articulação do africado velar surdo prototípico, embora não tão atrás quanto o africado uvular surdo prototípico - veja esse artigo para mais informações.

## Características
- Sua forma de articulação é africada, o que significa que é produzida primeiro interrompendo totalmente o fluxo de ar, depois permitindo o fluxo de ar através de um canal restrito no local de articulação, causando turbulência.
- Seu local de articulação é velar, o que significa que se articula com a parte posterior da língua (dorso) no palato mole.
- Sua fonação é surda, o que significa que é produzida sem vibrações das cordas vocais.
- Em alguns idiomas, as cordas vocais estão ativamente separadas, por isso é sempre sem voz; em outras, as cordas são frouxas, de modo que pode assumir a abertura de sons adjacentes.
- É uma consoante oral, o que significa que o ar só pode escapar pela boca.
- É uma consoante central, o que significa que é produzida direcionando o fluxo de ar ao longo do centro da língua, em vez de para os lados.
- O mecanismo da corrente de ar é pulmonar, o que significa que é articulado empurrando o ar apenas com os pulmões e o diafragma, como na maioria dos sons.

## Ocorrência
| Língua     | Língua                       | Palavra                | AFI                    | Significado            | Notas |
| ---------- | ---------------------------- | ---------------------- | ---------------------- | ---------------------- | --- |
| Bávaro     | Dialetos do Tirol            | Kchind                 | [ˈk͡xind̥]               | Criança                | |
| Neerlandês | Dialeto Orsmaal-Gussenhoven  | blik                   | [ˈblɪk͡x]               | Prato                  | Alofone opcional de pré-pausa de /k/.                                                                    |
| Inglês     | Cockney amplo                | cab                    | [ˈk͡xɛˑb̥]               | Taxi                   | Possível alofone inicial, intervocálico e final de palavra de /k/.                                       |
| Inglês     | Nova Zelândia                | cab                    | [ˈk͡xɛˑb̥]               | Taxi                   | Alofone de /k/ no começo de palavras.                                                                    |
| Inglês     | Norte de Gales               | cab                    | [ˈk͡xaˑb̥]               | Taxi                   | Alofone inicial e final de palavra de /k/; com variação livre com uma oclusiva fortemente aspirada [kʰ]. |
| Inglês     | Received Pronunciation       | cab                    | [ˈk͡xaˑb̥]               | Taxi                   | Alofone ocasional de /k/.                                                                                |
| Inglês     | Scouse                       | cab                    | [ˈk͡xaˑb̥]               | Taxi                   | Possível alofone de /k/ no começo de sílabas e no final de palavras.                                     |
| Alemão     | Austríaco padrão             | Kübel                  | [ˈk͡xyːbœl]             | Balde                  | Possível realização de /k/ antes de vogais frontais.                                                     |
| Alemão     | Antigo dialeto de Dinkelberg | Anke                   | [ˈɑŋk͡xə]               | Manteiga               | |
| Alemão     | Dialetos suíços              | Sack                   | [z̥ɑk͡x]                 | Bolça                  | Pode ser na verdade uvular [q͡χ] em alguns dialetos.                                                      |
| Coreano    | Coreano                      | 크다 (keuda)           | [k͡xɯ̽da]                | Grande                 | Alofone de /kʰ/ antes de /ɯ/.                                                                            |
| Dacota     | Dacota                       | lakhóta                | [laˈk͡xota]             | Lakota                 | Alofone de /kʰ/ antes de /a/, /ã/, /o/, /ĩ/, e /ũ/.                                                      |
| Navajo     | Navajo                       | kǫʼ                    | [k͡xõʔ˩]                | Fogo                   | Alofone de /kʰ/ antes das vogais /o, a/.                                                                 |
| !Xóõ       | !Xóõ                         | [ exemplo necessário ] | [ exemplo necessário ] | [ exemplo necessário ] | Usado em cliques de contorno pulmonar.                                                                   |